# Minnebrieven
Minnebrieven is een boek van Multatuli, voor het eerst gepubliceerd in 1861.

Het bevat onder meer brieven aan en van Fancy en zijn vrouw Tine, negen Geschiedenissen van Gezag, vier Bewijzen dat de Javaan mishandeld wordt en drie Sprookjes.

’t is alles! Poesie, sarcasme, politiek, wellust, scherpte, logica, godsdienst, alles., aldus Multatuli zelf.

De twee vrouwenfiguren (Tine en Fancy) duiken in het hele oeuvre van Multatuli op, steeds in verschillende gedaanten. Zij worden Multatuli's muzen genoemd.
Het boek is net als Max Havelaar geschreven als een ingewikkelde raamvertelling, daarin wordt gespeeld met fantasie en werkelijkheid. Het was ook bedoeld als een vervolg op Max Havelaar: zo is in de Minnebrieven de lijst met gestolen buffels te vinden.

## Editie-geschiedenis
- eerste oplaag, 1861, F. Guenst, Amsterdam, 1-189, DM 322
- tweede oplaag, 1861, F. Guenst, Amsterdam, DM 323
- derde oplaag, 1862, F. Guenst, Amsterdam, DM 324
- vierde oplaag, 1865, R.C. Meijer, Amsterdam,1-194, DM 325
- vijfde oplaag, 1871, G.L.Funke, Amsterdam, 1-160, DM 326
- Zesde druk, G.L.Funke, Amsterdam, 1-174, DM 327
- Minnebrieven & Verspreide Stukken in een band, G.L.Funke, 1876, DM 328
- Zevende druk, 1881, Elsevier, 1-174, DM 329
- verzamelde werken 1889-1917, DM 330
- Liebesbriefe, Uebertragen aus dem Hollaendischen von W.Spohr, J.C.C.Bruns, Minden, 1900, VII, 1-191, DM 331
- 2. auflage, J.C.C.Bruns, Minden, 1900, VIII, 1-191, DM 332
- Minnebriefe, aus dem Hollaendischen uebertragen von R.Ruben, mit einer Einleitung von K.Mischke u. dem Bildnes des Dichters, H.Handel, Halle, 1903, DM 333
- Minnebrieven, 1992, Uitgeverij L.J.Veen B.V. Amsterdam en Antwerpen, nawoord en noten: Nop Maas, ISBN 90-254-0263-1, NUGI 300, De tekst van deze uitgave is een facsimile van de eerste druk in 1861 bij F.Günst in Amsterdam, met woordverklaringen en andere annotaties.